# Lemminkäinen Suite
Tổ khúc Lemminkäinen (hay còn được gọi là Bốn câu chuyện truyền thuyết của Kalevala) là tác phẩm của nhà soạn nhạc người Phần Lan Jean Sibelius. Tác phẩm được viết trong các năm 1893-1897.

## Chu thích
1. ↑  Từ điển tác giả, tác phẩm âm nhạc phổ thông, Vũ Tự Lân, xuất bản năm 2007, trang 340